# Kaptol, Kostel
Kaptol este o localitate din comuna Kostel, Slovenia, cu o populație de 11 locuitori.